# الیور مکلین
الیور مکلین (انگلیسی: Oliver Maclean؛ زادهٔ ۱۹ مهٔ ۱۹۹۸) قایقران روئینگ اهل نیوزیلند است.
وی در مسابقات کشوری و بین‌المللی در مجموع برندهٔ ۱ مدال نقره شده است.